# ليونيد كراسين
ليونيد بوريسوفيكش كراسين (بالروسية: Леони́д Бори́сович Кра́син) كان مهندس روسي، ومتعهد اجتماعي، ودبلوماسي وسياسي سوفيتي بلشفي، وُلد في 15 يوليو عام 1870. وتُوفي في 24 نوفمبر 1926.

## السنوات الأولى
وُلد كراسين في كورجان، محافظة توبولسك في سيبيريا. كان والده، بوريس إيفانوفيتش كراسين، الرئيس المحلي للشرطة. كان ليونيد تلميذاً متفوقاً في المدرسة، كما قابل المستكشف الأمريكي جورج كينان عندما قام بزيارة سيبريا. قام كراسين بالانضمام لحزب العمال الديمقراطي الاشتراكي في فترة 1890. تخرج من معهد كاركوف التكنولوجي في عام 1901.

## النشاط السياسي
عندما انقسم الحزب إلى مناشفة وبلاشفة عام 1903، قام ستالين بدعم الأخير، وتم انتخابه في اللجنة المركزية لنفس العام.
أُلقي القبض عليه حتى نهاية فترة 1890، وتم إرساله إلى منفى داخلي في سيبيريا حيث عمل كمخطط في سكة الحديد العابرة لسيبيريا. بعد إطلاق سراحه من المنفى في عام 1900، قام بالانتقال إلى باكو حيث كان جوزيف ستالين نشيطاً في ذلك الوقت. في أثناء تواجده هناك استخدم كراسين علاقاته المالية في إنشاء مطبعة غير قانونية والتي كانت الوسيلة الرئيسية لصحيفة فلاديمير لينين. قام كراسين بمغادرة باكو في عام 1904 للعمل كرئيس المهندسين بسافا مورزوف.
كانت أنشطته في ثورة 1905 في المقام الأول تتمثل في إيجاد مصادر تمويل للثوريين البلاشفة، بما في ذلك تخطيط عمليات سرقة البنوك. ساعد كراسين في تخطيط سرقة بنك تفليس 1907، والتي هي جريمة دموية وقعت في وسط ميدان يريفان وتسببت في مقتل أربعين وإصابة خمسين.
غير أنه كان يستمتع بإثارة الإرهاب. كان منزله المعمل الرئيسي الذي تم فيه تصنيع القنابل التي استُخدمت في الهجوم على رئيس الوزراء بيوتر ستوليبين.
تسبب مسعاه للإثارة في حدوث خلاف بينه هو ولينين. وظل لينين، والذي كان عادة ساخراً في مثل هذه الظروف، يمدح كراسين واستمر في نصحه بالعودة إلى الحزب.
قام كراسين بمغادرة روسيا في عام 1908. وفي عام 1909 تعاون مع ألكسندر بوجدانوف في إطلاق منظمة فيبيرد. فيما بعد انسحب كراسين من الأنشطة السياسية لعدة سنوات، وحظي بحياة مهنية ناجحة كمهندس كهرباء، وأصبح مليونيراً. بعد ثورة فبراير عام 1917، عاد وانضم للبلاشفة. كان كراسين مفوض الشعب للتجارة الأجنبية في الحكومة البلشفية الروسية من عام 1920 وحتى 1924.

## الحياة الدبلوماسية
قابل كراسين إ.ف.وايز في كوبنهاجن في أبريل 1920. كان وايز يمثل المجلس الاقتصادي الأعلى. وفي خلال ذلك تفاوض ووقع اتفاقية أنجلو-سوفيت للتجارة مارس 1921. في عام 1924 تم انتخابه في اللجنة المركزية للحزب الشيوعي، وهو منصب استمر فيه حتى وفاته. في عام 1924 أصبح أول سفير سوفيتي لفرنسا، وغادر بعدها بعام متجهاً إلى لندن وتُوفي هناك.

## دوره في مشروع مقبرة لينين
كان كراسين، متأثراً بمعتقدات نيكولاي فيديروف، حيث يؤمن بالخلود بالطرق العلمية، وقال في جنازة ليف كاربوف في عام 1921:
| ليونيد كراسين | أنا متيقن أنه سيأتي الوقت الذي يكون فيه العلم قادراً على فعل أي شيء، حيث يستطيع إعادة خلق كائن حي ميت. أنا متيقن أنه سيأتي الوقت الذي يستطيع فيه المرء استخدام عناصر حياة شخص ما لإعادة خلق الشخص نفسه، وأنا متيقن أنه عندما يحين ذلك الوقت، عندما يتحرر الجنس البشري مستخدماً كل قوة العلم والتكنولوجيا والقوة والقدرة التي لا يمكننا تخيلها في الوقت الحالي، سنكون قادرين على بعث الحياة للشخصيات التاريخية العظيمة، وأنا متيقن أنه عندما يحين ذلك الوقت سيكون رفيقنا ليف لاكوفليفيتش من ضمن تلك الشخصيات. | ليونيد كراسين |

بعد وفاة لينين بوقت قصير، قام كراسين بكتابة مقالة عن تخليد لينين واقترح نصب تذكاري يضم جثمان لينين والذي قد يصبح مركزاً للحج مثل القدس أو مكة. قام كراسين ومعه أناتولي لوناشارسكي بالإعلان عن مسابقة لتصميم النصب التذكاري الدائم، كما قام كراسين بمحاولة فاشلة لحفظ جثمان لينين بتقنية التبريد الفائق. 

## الوفاة
في أثناء مفاوضات كراسين للاعتراف الرسمي بالحكومة البلشفية من قِبل المملكة المتحدة وفرنسا، وعلى الرغم من الأدوية التي قدمها له صديقه القديم الطبيب ألكسندر بوجدانوف، توفي من مرض بالدم. ضم موكب جنازة كراسين 6،000 مُشيِّع، العديد منهم بلاشفة، ثم تم حرق جثته في فرن جولدرز جرين لحرق الجثث قبل دفنه في مقبرة سور الكريملين في موسكو. وحل محله في لندن كريستيان راكوفيسكي.
تم إحياء ذكرى كاسين بواسطة محطمتين للجليد، واحدة تم إطلاقها عام 1917 والأخرى عام 1976. وفي أثناء التطهير الأعظم وحتى وفاة ستالين تم إهمال كراسين في تاريخ الحزب الاشتراكي والحكومة السوفيتية.
تزوجت ابنته ليوبوف من سياسي ودبلوماسي فرنسي يُدعى جاستون برجيري، والذي تطلَّقت منه عام 1928. بعد الحرب تزوجت من سياسي وصحفي يُدعى إمانويل داستير دي لا فيجيري.